# Diphilosz (költő)
Diphilosz (Δίφιλος, i. e. 4. század) görög költő. Egy „Thészeisz” (Θησηΐς) című költemény és néhány szatíra maradt fenn tőle. Versei egy része Pindarosz hatását mutatják. A komédiaköltő Diphilosznál korábban, Eupolisz és Arisztophanész után élhetett.